# 特內里費 (馬格達萊納省)
特內里費是哥倫比亞的城鎮，位於該國北部，由馬格達萊納省負責管轄，距離首府聖瑪爾塔280公里，始建於1536年1月20日，面積694平方公里，海拔高度5米，2005年人口12,291。

## 外部連結
- （西班牙文） Tenerife official website
- （西班牙文） Gobernacion del Magdalena - Tenerife

10°00′N 74°40′W / 10.000°N 74.667°W